# Gustavus
Gustavus est une localité d'Alaska aux États-Unis dans la Région de recensement de Skagway-Hoonah-Angoon dont la population est de 460 habitants en 2011.

## Géographie

### Situation
Gustavus est située sur la rive nord du passage Icy, à l'embouchure de la rivière Salmon, dans la chaîne Saint-Élie, à 77 km à vol d'oiseau de Juneau. Elle est entourée par le parc national de Glacier Bay sur trois côtés.

### Démographie
| 1940 | 1950 | 1960 | 1970 | 1980 | 1990 | 2000 | 2010 |
| ---- | ---- | ---- | ---- | ---- | ---- | ---- | ---- |
| 27   | 82   | 107  | 64   | 98   | 258  | 429  | 442  |

### Climat
Les températures vont de −3 °C à 4 °C en janvier et de 11 °C à 17 °C en juillet.
| Mois                                  | jan.     | fév.     | mars     | avril    | mai     | juin    | jui.    | août    | sep.    | oct.     | nov.     | déc.     | année    |
| ------------------------------------- | -------- | -------- | -------- | -------- | ------- | ------- | ------- | ------- | ------- | -------- | -------- | -------- | -------- |
| Température minimale moyenne (°C)     | −6,3     | −6       | −5,1     | −1,7     | 1,9     | 5,8     | 8,1     | 7,7     | 4,6     | 0,6      | −3,3     | −4,6     | 0,1      |
| Température moyenne (°C)              | −3,1     | −2       | −0,3     | 3,8      | 7,8     | 11,1    | 12,7    | 12,4    | 9,1     | 4,5      | −0,1     | −1,8     | 4,5      |
| Température maximale moyenne (°C)     | 0,1      | 2,1      | 4,4      | 9,3      | 13,6    | 16,3    | 17,2    | 17,1    | 13,6    | 8,4      | 3,2      | 1        | 8,8      |
| Record de froid (°C) date du record   | −32 1925 | −27 1965 | −25 1956 | −16 1948 | −8 1995 | −4 1986 | −4 2021 | −4 1925 | −6 1996 | −17 1984 | −26 1985 | −29 1995 | −32 1925 |
| Record de chaleur (°C) date du record | 12 1958  | 14 1992  | 16 1998  | 21 2005  | 27 1947 | 31 2004 | 31 2009 | 31 1957 | 24 1986 | 18 1954  | 14 1976  | 13 1944  | 31 2004  |
| Précipitations (mm)                   | 150,9    | 95,5     | 80,5     | 76,5     | 75,7    | 73,7    | 112     | 138,2   | 208,5   | 214,1    | 172,5    | 184,1    | 1 582,2  |
| dont neige (cm)                       | 47       | 31,8     | 32,5     | 6,1      | 0,3     | 0       | 0       | 0       | 0       | 1,5      | 34,5     | 45,7     | 199,4    |
| Nombre de jours avec précipitations   | 20       | 16,8     | 16,8     | 18,4     | 16,1    | 16,2    | 18,1    | 19,4    | 21,8    | 22,9     | 21,5     | 21,2     | 229,2    |
| Nombre de jours avec neige            | 20       | 16,8     | 16,8     | 18,4     | 16,1    | 16,2    | 18,1    | 19,4    | 21,8    | 22,9     | 21,5     | 21,2     | 229,2    |

## Histoire
Quand le capitaine George Vancouver est arrivé là en 1794, la région de Glacier Bay était entièrement recouverte de glace. Mais au siècle suivant, le glacier avait reculé de 64 km et une forêt d'épicéas s'était développée. En 1916, le glacier avait encore reculé de 105 km par rapport à la position observée par Vancouver.
Gustavus est située sur une zone plate, formée par l'issue du glacier, et cette zone est en croissance permanente. C'est à partir de 1914 que l'endroit fut utilisé pour l'agriculture, et plus particulièrement pour la culture des fraises, à cause de l'abondance des fraises sauvages localement.
Son nom provient de Point Gustavus, situé à 11 km au sud-ouest. Le parc national de Glacier Bay a été fondé par le président Calvin Coolidge en 1925, mais les habitants ont pu toutefois conserver la jouissance de leurs terres.

## Activités
L'économie locale est saisonnière. Le parc national de Glacier Bay amène de nombreux touristes pendant les mois d'été, auxquels Gustavus apporte fournitures et équipements de loisir, kayak, golf, excursions, hébergements. La population peut alors doubler pendant cette saison.
Un aéroport dessert Gustavus, accueillant des lignes régulières de la compagnie Alaska Airlines, ainsi que du trafic privé. Par ailleurs, les bateaux de croisière y font escale.